# Giochi olimpici silenziosi
I Giochi olimpici per Sordi (in inglese Deaflympics) sono una manifestazione multisportiva per sordi organizzata, con cadenza biennale (ogni quattro anni l'edizione estiva e quella invernale, sfalsate di due anni esattamente come avviene per i Giochi olimpici), dal Comitato Internazionale degli Sport dei Sordi, associazione internazionale membro di SportAccord.

## Edizioni

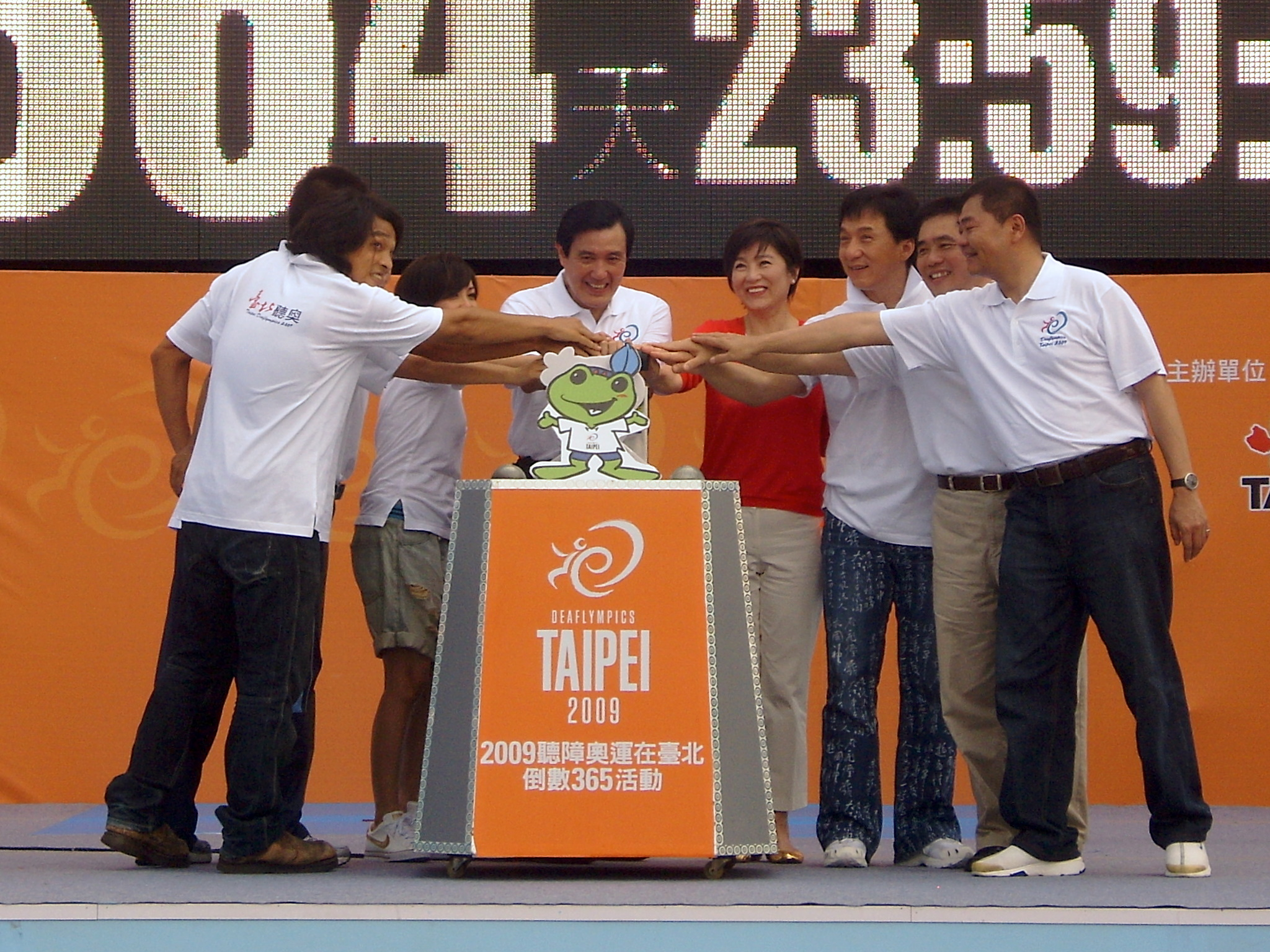
Il conto alla rovescia per il lancio dei Giochi olimpici estivi per Sordi 2009 di Taipei

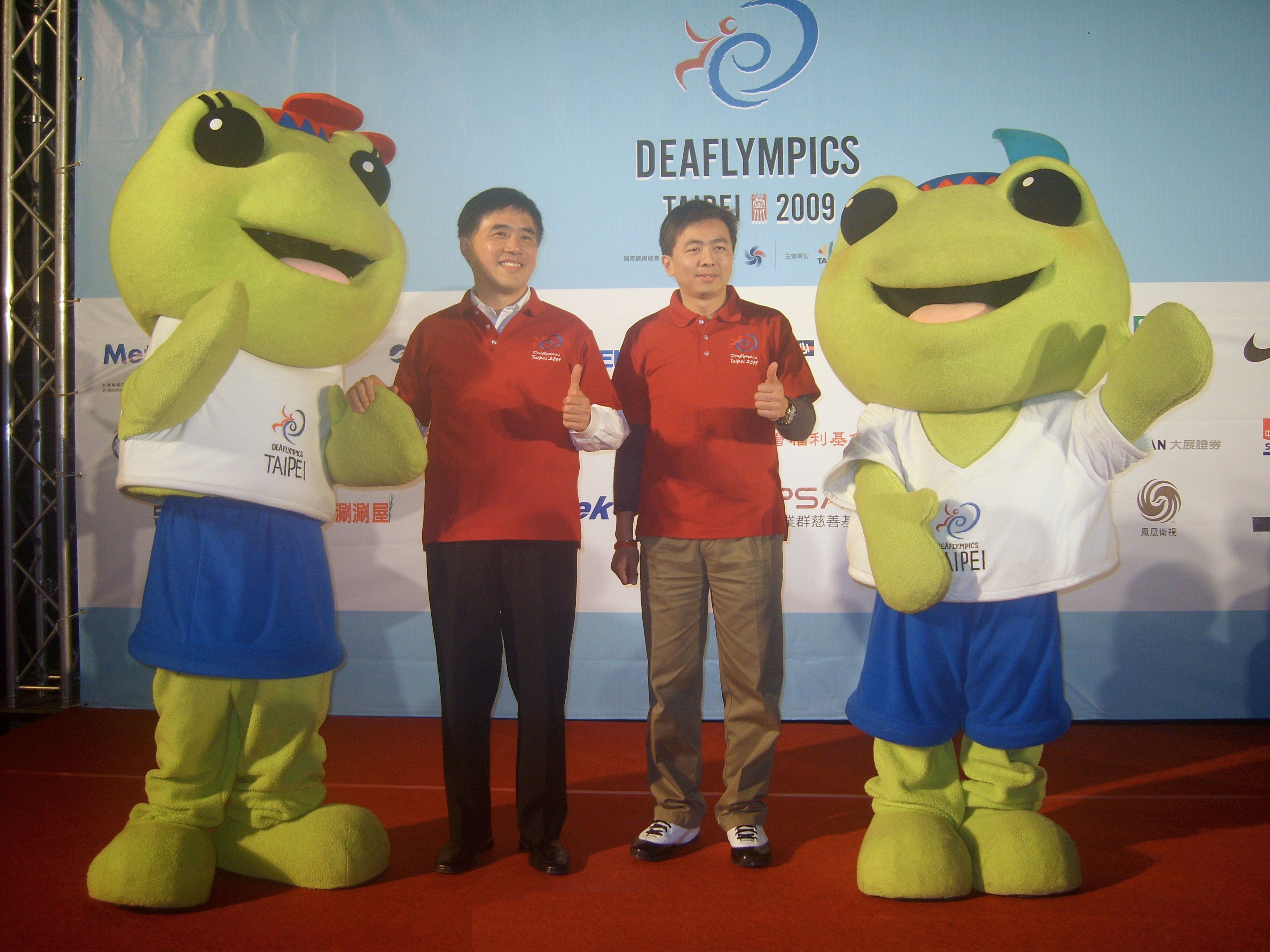
Le mascottes ufficiali dei Deaflympics 2009

### Giochi estivi
| Edizione | Anno | Luogo         |
| -------- | ---- | ------------- |
| I        | 1924 | Parigi        |
| II       | 1928 | Amsterdam     |
| III      | 1931 | Norimberga    |
| IV       | 1935 | Londra        |
| V        | 1939 | Stoccolma     |
| VI       | 1949 | Copenaghen    |
| VII      | 1953 | Bruxelles     |
| VIII     | 1957 | Milano        |
| IX       | 1961 | Helsinki      |
| X        | 1965 | Washington    |
| XI       | 1969 | Belgrado      |
| XII      | 1973 | Malmö         |
| XIII     | 1977 | Bucarest      |
| XIV      | 1981 | Colonia       |
| XV       | 1985 | Los Angeles   |
| XVI      | 1989 | Christchurch  |
| XVII     | 1993 | Sofia         |
| XVIII    | 1997 | Copenaghen    |
| XIX      | 2001 | Roma          |
| XX       | 2005 | Melbourne     |
| XXI      | 2009 | Taipei        |
| XXII     | 2013 | Sofia         |
| XXIII    | 2017 | Samsun        |
| XXIV     | 2021 | Caxias do Sul |

### Giochi invernali
| Edizione | Anno | Luogo                     |
| -------- | ---- | ------------------------- |
| I        | 1949 | Seefeld                   |
| II       | 1953 | Oslo                      |
| III      | 1955 | Oberammergau              |
| IV       | 1959 | Montana-Vermala           |
| V        | 1963 | Åre                       |
| VI       | 1967 | Berchtesgaden             |
| VII      | 1971 | Adelboden                 |
| VIII     | 1975 | Lake Placid               |
| IX       | 1979 | Méribel                   |
| X        | 1983 | Madonna di Campiglio      |
| XI       | 1987 | Oslo                      |
| XII      | 1991 | Banff                     |
| XIII     | 1995 | Ylläs                     |
| XIV      | 1999 | Davos                     |
| XV       | 2003 | Sundsvall                 |
| XVI      | 2007 | Salt Lake City            |
| XVII     | 2011 | Vysoké Tatry              |
| XVIII    | 2015 | Vancouver                 |
| XIX      | 2019 | Valchiavenna e Valtellina |

## Discipline
Giochi estivi
- Arti marziali
- Atletica leggera
- Badminton
- Beach volley
- Bowling
- Calcio
- Ciclismo
- Judo
- Karate
- Lotta libera
- Lotta greco-romana
- Mountain bike
- Nuoto
- Orientamento
- Pallacanestro
- Pallanuoto
- Pallavolo
- Taekwondo
- Tennis
- Tennis tavolo
- Tiro a segno

Giochi invernali
- Sci alpino
- Snowboard
- Sci di fondo
- Hockey su ghiaccio
- Curling
- Futsal